# تشارلي تايلور
تشارلي تايلور (بالإنجليزية: Charlie Taylor)‏ (18 سبتمبر 1993 بيورك في المملكة المتحدة - ) هو لاعب كرة قدم بريطاني في مركز الدفاع. شارك مع منتخب إنجلترا تحت 19 سنة لكرة القدم. أما مع النوادي، فقد لعب مع برادفورد سيتي وليدز يونايتد ونادي إنفرنيس ونادي يورك سيتي وفليتوود تاون.

## وصلات خارجية
- تشارلي تايلور على موقع قاعدة بيانات كرة القدم.إي يو (الإنجليزية)
- تشارلي تايلور على موقع Soccerbase.com (لاعب) (الإنجليزية)
- تشارلي تايلور على موقع Soccerway.com (الإنجليزية)
- تشارلي تايلور على موقع عالم كرة القدم.نت (الإنجليزية)